# Paweł Podlas
Paweł Podlas (ur. 1976, zm. 12 maja 2013 w Jaworznie) – polski bokser i trener bokserski.

## Życiorys
Reprezentował barwy Zagłębia Konin, Olimpii Poznań i Victorii Jaworzno.
Boks zaczął uprawiać w latach 90. XX wieku, a jego pierwszymi trenerami w Koninie byli Gabriel Kanecki i Waldemar Szygęda. W latach 90. XX wieku należał do czołówki polskiej kategorii wagowej do 57 kg. W 1993 zdobył juniorskie mistrzostwo Polski w wadze piórkowej, a w 1995, we Włocławku, młodzieżowe wicemistrzostwo kraju w tej samej kategorii. Tego samego roku wywalczył brązowy medal na Mistrzostwach Polski Seniorów w Płońsku. W 1997 we Włocławku zdobył srebrny medal i tytuł wicemistrza Polski. Po zakończeniu kariery zawodnika został trenerem w Zagłębiu Konin, gdzie odnosił sukcesy.
Zmarł nagle, podczas Memoriału Roberta Kopytka w Jaworznie.

## Osiągnięcia
- Mistrzostwo Polski Juniorów:
  - Kielce, 1992, waga 57 kg,
  - Wrocław, 1993, waga 57 kg[5],
  - Włocławek, 1995, wicemistrzostwo,

- Mistrzostwa Polski Seniorów, Płońsk, 1995, brązowy medal,
- Mistrzostwa Polski Seniorów, Włocławek, 1997, wicemistrzostwo[1].